# Sphärocobaltit
Sphärocobaltit ist ein selten vorkommendes Mineral aus der Mineralklasse „Carbonate und Nitrate“ (ehemals Carbonate, Nitrate und Borate). Es kristallisiert im trigonalen Kristallsystem mit der idealisierten chemischen Zusammensetzung Co[CO3], ist also chemisch gesehen Cobalt(II)-carbonat.
Sphärocobaltit entwickelt nur relativ selten rhomboedrische Kristalle bis zu 5 mm Größe, die hellrosa bis dunkel rosaviolett bzw. violettrot gefärbt sind. Viel häufiger sind grobstrahlige, konzentrische, kugelige oder massige Mineral-Aggregate, die pfirsichblütenfarben, tief rosarot, dunkel magentarot oder rot gefärbt sein können und an der Oberfläche häufig grau, braun oder samtschwarz umgewandelt sind.
Die Typlokalität des Sphärocobaltits ist der Gang „Adam Heber Flacher“ der „Daniel Fundgrube“ (Koordinaten der Daniel Fundgrube) unweit der ehemals selbständigen, heute in Schneeberg eingemeindeten Bergstadt Neustädtel (Schneeberg) im Erzgebirgskreis, westliches Erzgebirge, Sachsen, Deutschland.

## Etymologie und Geschichte

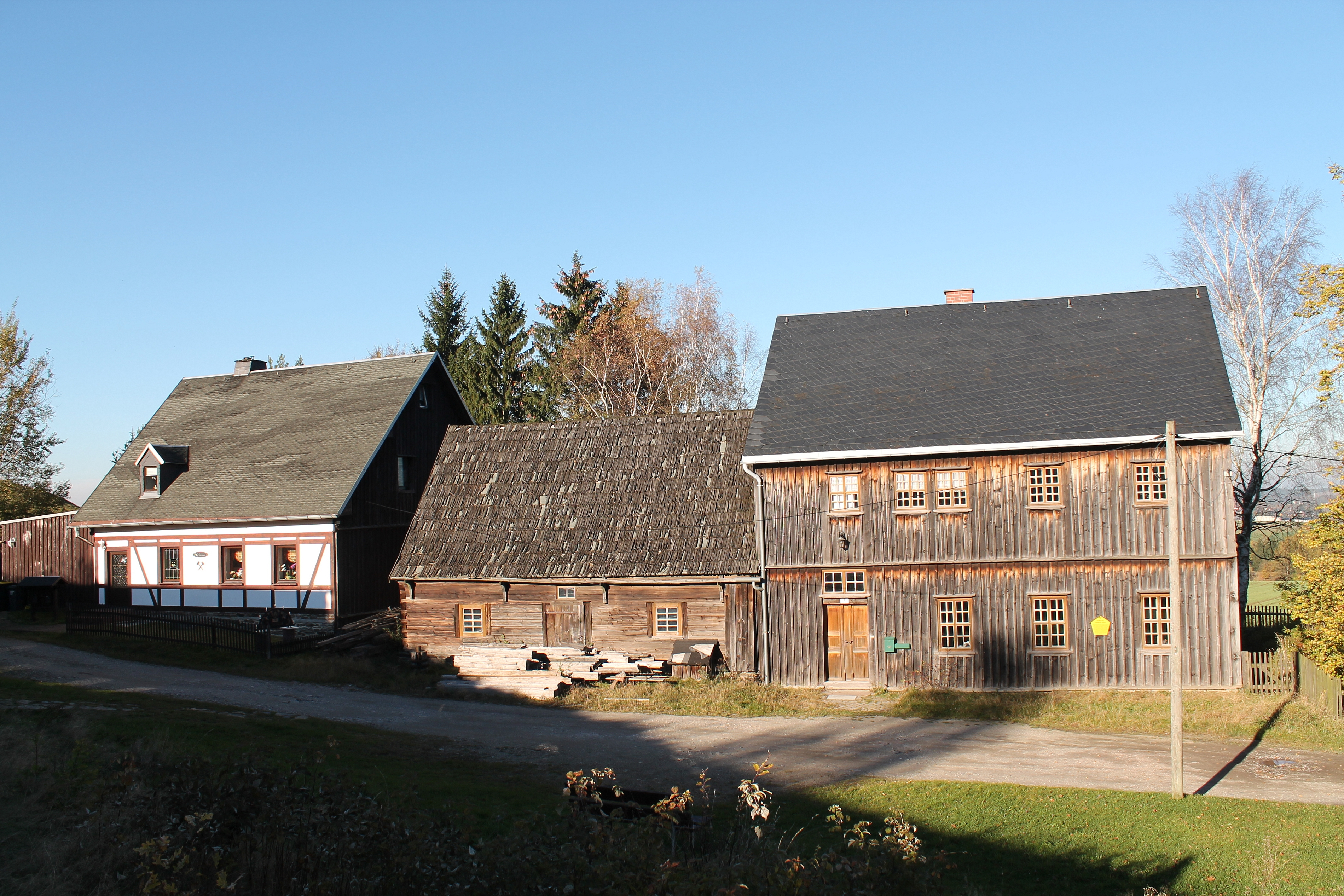
Huthaus, Vorratskammer und Zimmerhaus (v. r. n. l.) der „Daniel Fundgrube“ in Schneeberg – der Sphärocobaltit-Typlokalität. Zustand im Oktober 2014.

Das Mineral wurde erstmals 1877 von dem deutschen Mineralogen Albin Julius Weisbach im Jahrbuch für das Berg- und Hüttenwesen im Königreiche Sachsen beschrieben.

„In Gesellschaft des Roselith neuen Vorkommens finden sich nun in sparsamer Menge Sphäroide von äusserlich schwarzem sammetartigen Ansehen, innerlich aber von erythrinrother Farbe, welche das hohe Eigengewicht 4,02 bis 4,13 (22° Cels.) ergaben, also das der gleichfarbigen Kobaltblüthe (3,00) und auch des Roselith (3,56) merklich übersteigen. Dieses Ergebniss  veranlasste mich, davon Herrn Bergrath Winkler Mittheilung zu machen, welcher alsbald eine Analyse ausführte und den Körper als Kobaltcarbonat erkannte.“

Weisbach verwies auf einen Artikel aus dem Jahre 1874, in welcher die Fundumstände des „Roselith neuen Vorkommens“ beschrieben werden und der genaue Fundort genannt wird.
„Im September erhielt ich nun von Herrn Bergverwalter Tröger in Neustädtel 2 Stufen zugeschickt mit der Bemerkung, daß nachdem seit Jahren in seinen Gruben auf Roselith gefahndet worden, er denselben nun endlich doch in einer neulich aufgeschlossenen Druse des Adam Heber Flachen der Grube Daniel gefunden zu haben vermuthe.“
Ein Auszug aus der Typpublikation erschien im gleichen Jahr im von Gustav von Leonhard und Hanns Bruno Geinitz herausgegebenen Neuen Jahrbuch für Mineralogie, Geologie und Palaeontologie. Weisbach beschrieb das Mineral unter dem Namen Kobaltspath, schlug im weiteren Text aber den „internationalen Namen“ Sphärocobaltit für das neue Mineral vor:

„Für diesen unsern Kobaltspath würde sich entsprechend den Benennungen Calcit, Magnesit, Siderit der Name Cobaltit als internationaler empfehlen, wenn nicht für den Glanzkobalt der Beudant’sche „Cobaltin“ allgemeinen Eingang gefunden hätte: deshalb glaube ich der mit Sphärosiderit conformen Benennung „Sphärocobaltit“ den Vorzug geben zu müssen.“

Der Name (von altgriechisch σφαῖρα sphaira, deutsch ‚Kugel‘ über lateinisch sphaera mit derselben Bedeutung) bezieht sich auf die Form der Mineral-Aggregate sowie den Gehalt an Cobalt. Charles Palache, Harry Berman und Clifford Frondel lehnten den Namen Sphärocobaltit in der 7. Auflage des „The System of Mineralogy“ aufgrund der damit (unbeabsichtigt) suggerierten – aber nicht vorhandenen! – Beziehung zu Cobaltit sowie die Verwendung der Form der Aggregate für den offiziellen Mineralnamen anstelle einer Ausbildungs-Varietät ab. Sie verwendeten stattdessen den neuen Namen Cobalto-Calcite.

“This name is unsatisfactory because of the suggested relation to cobaltite and the use of the mode of aggregation as a species rather than as a varietal designation and is here replaced by the name cobalto-calcite.”

„Dieser Name ist aufgrund der vorgeschlagenen Beziehung zu Cobaltit und der Verwendung der Aggregationsart als Art und nicht als Varietäts-Bezeichnung unbefriedigend und wird hier durch den Namen Cobalto-Calcit ersetzt.“

Hierbei handelte es sich aber um eine unglückliche Wahl, da seit dem 19. Jahrhundert mit diesem Terminus Calcite benannt wurden, die durch geringfügige Cobalt-Gehalte rosa gefärbt sind. Folglich änderte die „Commission on New Minerals and Mineral Names“ der International Mineralogical Association (IMA) im Jahre 1980 den Namen zu „Spherocobaltite, not cobaltocalcite or sphaero-cobaltite“ – eine weitere unglückliche Entscheidung, da der originale Name Sphärocobaltit und nicht Spherocobaltit lautete. Spherocobaltite ist allerdings bis heute die offizielle Benennung der IMA für dieses Mineral.
Typmaterial des Minerals befindet sich in den „Geowissenschaftlichen Sammlungen“ an der Technischen Universität Bergakademie Freiberg in Freiberg, Sachsen, Deutschland (Katalog-Nr. 15183 am Standort „b 8,1“).

## Klassifikation
In der letztmalig 1977 überarbeiteten 8. Auflage der Mineralsystematik nach Strunz gehörte der Sphärocobaltit zur Mineralklasse der „Nitrate, Carbonate und Borate“ und dort zur Abteilung „Wasserfreie Carbonate ohne fremde Anionen“, wo er zusammen mit Calcit, Gaspéit, Magnesit, Otavit, Rhodochrosit, Siderit und Smithsonit sowie im Anhang mit Vaterit die „Calcit-Gruppe“ mit der Systemnummer Vb/A.02 bildete.
In der zuletzt 2018 überarbeiteten Lapis-Systematik nach Stefan Weiß, die formal auf der alten Systematik von Karl Hugo Strunz in der 8. Auflage basiert, erhielt das Mineral die System- und Mineralnummer V/B.02-070. Dies entspricht ebenfalls der Abteilung „Wasserfreie Carbonate [CO3]2−, ohne fremde Anionen“, wo Sphärocobaltit zusammen mit Calcit, Gaspéit, Magnesit, Otavit, Rhodochrosit, Siderit, Smithsonit und Vaterit die „Calcitgruppe“ mit der Systemnummer V/B.02 bildet.
Auch die von der International Mineralogical Association (IMA) zuletzt 2009 aktualisierte 9. Auflage der Strunz’schen Mineralsystematik ordnet den Sphärocobaltit in die Abteilung der „Carbonate ohne zusätzliche Anionen; ohne H2O“ ein. Diese ist allerdings weiter unterteilt nach den Elementgruppen, deren Vertreter in den Mineralen enthalten sind, so dass das Mineral entsprechend seiner Zusammensetzung in der Unterabteilung „Erdalkali- (und andere M2+) Carbonate“ zu finden ist, wo es zusammen mit Calcit, Gaspéit, Magnesit, Otavit, Rhodochrosit, Siderit und Smithsonit die „Calcitgruppe“ mit der Systemnummer 5.AB.05 bildet.
In der vorwiegend im englischen Sprachraum gebräuchlichen Systematik der Minerale nach Dana hat Sphärocobaltit die System- und Mineralnummer 14.01.01.05. Dies entspricht ebenfalls der Klasse der „Carbonate, Nitrate und Borate“ und dort der Abteilung „Wasserfreie Carbonate“, wo das Mineral zusammen mit Calcit, Gaspéit, Magnesit, Otavit, Rhodochrosit, Siderit und Smithsonit in einer unbenannte Gruppe/„Calcitgruppe (Trigonal: R3c)“ mit der Systemnummer 14.01.01 innerhalb der Unterabteilung „Wasserfreie Carbonate mit einfacher Formel A+CO3“ zu finden ist.

## Chemismus
Mittelwerte aus zehn Mikrosondenanalysen an Sphärocobaltit aus Bou Azzer in Marokko lieferten 39,82 % CoO; 4,56 % MgO; 4,00 % NiO; 2,26 % CaO; 2,09 % FeO; 0,53 % MnO; 0,20 % Na2O; (Summe 53,44 %, C wurde nicht gemessen, sondern aus der Differenz und Stöchiometrie berechnet).
Auf der Basis von drei Sauerstoff-Atomen errechnet sich daraus die empirische Formel (Co0,68Mg0,15Ni0,07Ca0,05Fe0,04Mn0,01)Σ=1,00CO3, die sich zu CoCO3 idealisieren lässt. Diese idealisierte Formel erfordert 63,00 % CoO und 37,00 % CO2.
Auch andere Analysen (z. B. in Charles Palache, Harry Berman und Clifford Frondel 1951) zeigen, dass Sphärocobaltit fast immer messbare Anteile an den formelfremden Elementen Calcium, Nickel und Eisen enthält.
Die alleinige Elementkombination Co–C–O weist unter den derzeit bekannten Mineralen lediglich Sphärocobaltit auf. Chemisch ähnlich sind Comblainit, Ni4Co2(OH)12[CO3]·3H2O; Julienit, Na2[Co(SCN)4]·8H2O; und Kolwezit, CuCo(CO3)(OH)2; sowie cobalthaltige Varietäten von Calcit, (Ca,Co)CO3; Dolomit, (Ca,Mg,Co)CO3; Rhodochrosit, (Mn,Co)CO3; und Smithsonit, (Zn,Co)CO3.
Aus chemischer Sicht ist Sphärocobaltit das Cobalt-dominante Analogon zum Ca-dominierten Calcit, zum Ni-dominierten Gaspéit, zum Mg-dominierten Magnesit, zum Cd-dominierten Otavit, zum Mn-dominierten Rhodochrosit, zum Fe-dominierten Siderit und zum Zn-dominierten Smithsonit. Zwischen allen diesen Komponenten existieren Mischkristalle, jedoch bestehen in der Natur nur zwischen wenigen dieser Minerale vollständige Mischkristallreihen. So existieren z. B. zwischen Sphärocobaltit und Calcit Mischungslücken. Cobalt-reicher Dolomit, Ca(Mg,Co)(CO3)2, und Co-reicher Calcit, (Ca,Co)CO3, können bis zu 20 Mol-% Co bzw. bis zu 2 Mol.% Co in ihr Kristallgitter einbauen. Zwischen Sphärocobaltit und Magnesit wurde allerdings eine vollständige Mischkristallreihe nachgewiesen, was auch auf die große Ähnlichkeit der Ionenradien für Co2+ (0,745 Å) und oktaedrisch koordiniertes Mg2+ (0,72 Å) zurückzuführen ist.

## Kristallstruktur

Räumliche Darstellung der Struktur von Sphärocobaltit in kationenzentrierter polyedrischer Darstellung und kristallographischer Standardausrichtung. Der orangefarbene Umriss zeigt die Einheitszelle.
Farblegende: #0000AF Co
1. 804929 C
2. FE0300 O

Sphärocobaltit kristallisiert im trigonalen Kristallsystem in der Raumgruppe R3c (Raumgruppen-Nr. 167) mit den Gitterparametern a = 4,6581 Å und c = 14,958 Å sowie sechs Formeleinheiten pro Elementarzelle. Diese von Donald L. Graf in den Crystallographic tables for the rhombohedral carbonates zusammengestellten kristallographischen Daten wurden an natürlich gebildetem Sphärocobaltit ermittelt. Franz Pertlik verwendete für eine Einkristall-Strukturanalyse des Sphärocobaltits hingegen unter hydrothermalen Bedingungen synthetisiertes Cobalt(II)-carbonat und bestimmte hieran die Gitterparameter mit a = 4,6618 Å und c = 14,963 Å.
Die Kristallstruktur des Sphärocobaltits besteht aus Schichten planarer, parallel (0001) ausgerichteter CO3-Gruppen, wobei jedes C-Atom von drei O-Atomen wie in einem gleichseitigen Dreieck umgeben ist. Ferner finden sich Schichten aus sechsfach koordinierten Co[6]-Oktaedern mit gemeinsamen Ecken, die in Richtung [0001] alternieren. Jedes Sauerstoff-Atom einer CO3-Gruppe verbindet ein Co[6]-Atom der unterlagernden Schicht mit einem Co[6]-Atom der darüber liegenden Schicht, wodurch ein dreidimensionales Netzwerk gebildet wird.
Sphärocobaltit ist isotyp (isostrukturell) mit seinen Ca-, Ni-, Mg-, Cd Mn-, Fe2+- und Zn-Analoga Calcit, Gaspéit, Magnesit, Otavit, Rhodochrosit, Siderit und Smithsonit – alle diese Minerale weisen also eine identische Kristallstruktur auf.
Cobaltcarbonat-Einkristalle (Sphärocobaltit) können in wässrigen Lithiumchlorid-Lösungen bei hohen Temperaturen und Drucken gezüchtet werden. Der im System CoCO3-H2O-LiCl gebildete Komplex transportiert dabei die gelösten Verbindungskomponenten von der Auflösungszone zur Wachstumszone.
CoCO3 ist in der Calcitstruktur bis zu mindestens 56 GPa und 1200 K stabil. Bei 57 GPa und nach einer Lasererwärmung über 2000 K zersetzt sich CoCO3 teilweise und bildet Cobalt(II)-oxid. Diese Werte legen nahe, dass Carbonate bei niedrigeren Mantelbedingungen in der Struktur vom Calcit-Typ stabil sein können, wenn der Radius des in der Carbonatstruktur eingebauten Kations gleich oder kleiner als der von Co2+ (0,745 Å) ist.

## Eigenschaften

### Morphologie

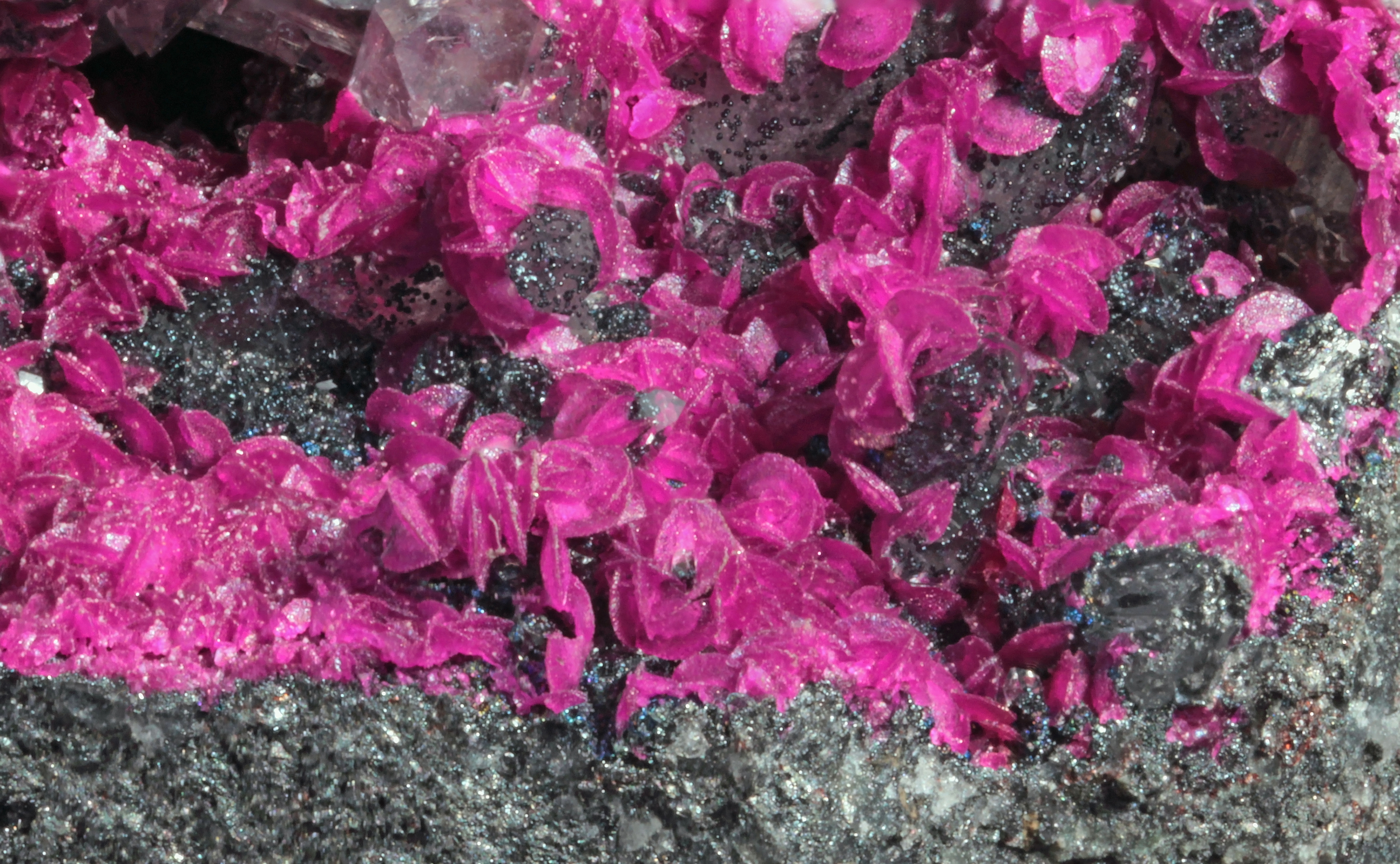
Flachrhomboedrische, diskusförmige Sphärocobaltit-Kristalle auf Quarz. „Agoudal Centre Quarry“, Bergbaubezirk Bou Azzer, Taznakht, Provinz Ouarzazate, Drâa-Tafilalet, Marokko

Der Sphärocobaltit des Erstfundes bildet Sphäroide, die im Bruch eine grobe radialstrahlige Struktur zeigen und an den einzelnen Stängeln ausgezeichnete Krummblättrigkeit erkennen lassen. Bei Betrachtung der Oberfläche der Sphäroide unter dem Mikroskop zeigt sich eine Vielzahl von kleinen Kriställchen, deren freie Enden Kombinationen eines flachen Rhomboeders – möglicherweise {1010} – und der Basis {0001} derart darstellen, dass die Basen die sphäroidische Oberfläche der Aggregate tangieren, also die Hauptaxen der Individuen mit den Längsrichtungen der Stängel zusammenfallen. Anders ausgedrückt zeigen die meist traubigen und kugeligen Aggregate gelegentlich raue Oberflächen, die aus mikroskopisch kleinen Rhomboedern mit der Basis bestehen. Aus Aghbar im marokkanischen Bergbaurevier Bou Azzer stammen reiskornförmige, an Smithsonit erinnernde Aggregate. Andere Aggregate sind meist hahnenkammförmig, kompakt radialstrahlig oder konzentrisch ausgebildet. Ferner kommt Sphärocobaltit massiv oder krustenbildend vor.

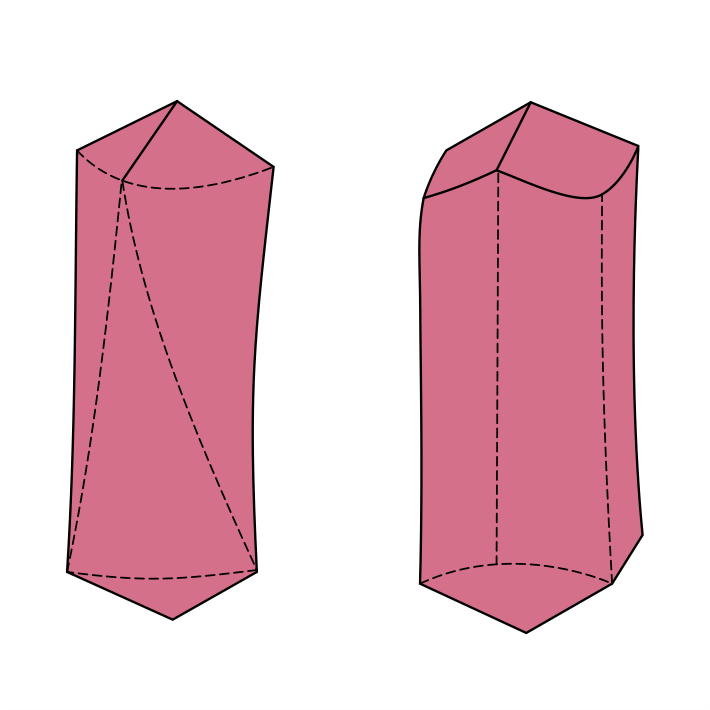
Sphärocobaltit-Kristalle mit typischen „Scheinflächen“. Schneeberg, Sachsen/Deutschland

Deutliche Kristalle sollen bis 1930 unbekannt gewesen sein. Demgegenüber steht eine aber ein von Albin Weisbach im Jahre 1899 etikettierte Stufe aus der Mineralogischen Sammlung der TU Bergakademie Freiberg mit hervorragend ausgebildeten kurzprismatischen Kristallen, deren Tracht auf dem Etikett ebenfalls angegeben ist. Jahrzehnte nach der Erstbeschreibung identifizierte der sächsische Mineraloge Emil Fischer im Jahre 1957 Kristalle, deren Kristalltracht aus dem Rhomboeder {1010} besteht und die in der Prismenzone von sechs Scheinflächen in Gestalt gleichschenkliger Dreiecke begrenzt werden. Andere Kristalle weisen Scheinflächen auf, die in etwa dem hexagonalen Prisma {1120} entsprechen, tatsächlich aber aus den Flächenformen {1011}, {0881} und anderen aufgebaut werden (vergleiche dazu die nebenstehenden Kristallzeichnungen). Kristalle aus Bou Azzer und Agoudal sind scharfkantig, rhomboedrisch bis diskusförmig und erreichen Kantenlängen bis zu 2 mm.
Ferner existieren auch an Rhodochrosit erinnernde, linsenförmig geschwungene bis sattelförmig gekrümmte Kristalle, die zu rosettenförmigen Aggregate zusammentreten, und wie flache Siderit-Rhomboeder ausgebildete Varianten. Zwillingsbildung ist bekannt.
Von Carlos Pimentel und Kollegen wurden bei Raumtemperatur in hoch übersättigten Lösungen epitaktische (orientierte) Verwachsungen von Sphärocobaltit (und Otavit) auf den {1014}-Flächen von Dolomit gezüchtet. In der Natur scheinen solche oder ähnliche Epitaxien nicht zu existieren.

### Physikalische und chemische Eigenschaften
Die seltenen Kristalle des Sphärocobaltits sind violettrot bzw. hellrosa bis dunkel rosaviolett, wobei die Farbe neben der Größe der Kristalle auch von der Art der Matrix und der Begleitminerale (Heterogenit) abhängt. Sphäroidische Mineral-Aggregate sind innen pfirsichblütenfarben und außen samtschwarz; andere Aggregate können tief rosarot, dunkel magentarot oder rot gefärbt und oberflächlich oft grau, braun oder samtschwarz umgewandelt sein. Die Strichfarbe des Sphärocobaltits ist hingegen pfirsichblütenrot oder magentafarben bis rot. Die Oberflächen der durchscheinenden bis durchsichtigen Kristalle zeigen einen charakteristischen glasartigen Glanz. Sphärocobaltit besitzt entsprechend diesem Glasglanz eine mittelhohe bis hohe Lichtbrechung (nε = 1,600; nω = 1,855) und – wie viele Carbonate – eine extrem hohe Doppelbrechung (δ = 0,255). Im durchfallenden Licht ist der einachsig negative Sphärocobaltit rötlich in verschiedenen Tönen und zeigt einen deutlichen Pleochroismus von ω = violettrot nach ε = rosenrot.
Sphärocobaltit weist – in Analogie zu Calcit – eine undeutliche Spaltbarkeit nach {1011} auf. Aufgrund seiner Sprödigkeit bricht das Mineral aber ähnlich wie Prehnit oder Tremolit, wobei die Bruchflächen grobstrahlig ausgebildet sind. Sphärocobaltit besitzt eine Mohshärte von 4 und gehört damit zu den mittelharten Mineralen, die sich wie das Referenzmineral Fluorit (Härte 4) leicht mit einem Taschenmesser ritzen lassen. Die gemessene Dichte für Sphärocobaltit beträgt 4,02 bis 4,13 g/cm³, die berechnete Dichte 4,208 bis 4,214 g/cm³.
Sphärocobaltit ist antiferromagnetisch. Er zeigt weder im langwelligen noch im kurzwelligen UV-Licht eine Fluoreszenz.
„Beim Erhitzen im Kölbchen schwärzt sich das rothe Mineral noch vor Eintritt der Glühhitze; in der Kälte wird es sowohl von Salzsäure als Salpetersäure wenig angegriffen, in der Wärme aber unter lebhafter Entwicklung von Kohlensäure-Bläschen aufgelöst.“

## Bildung und Fundorte

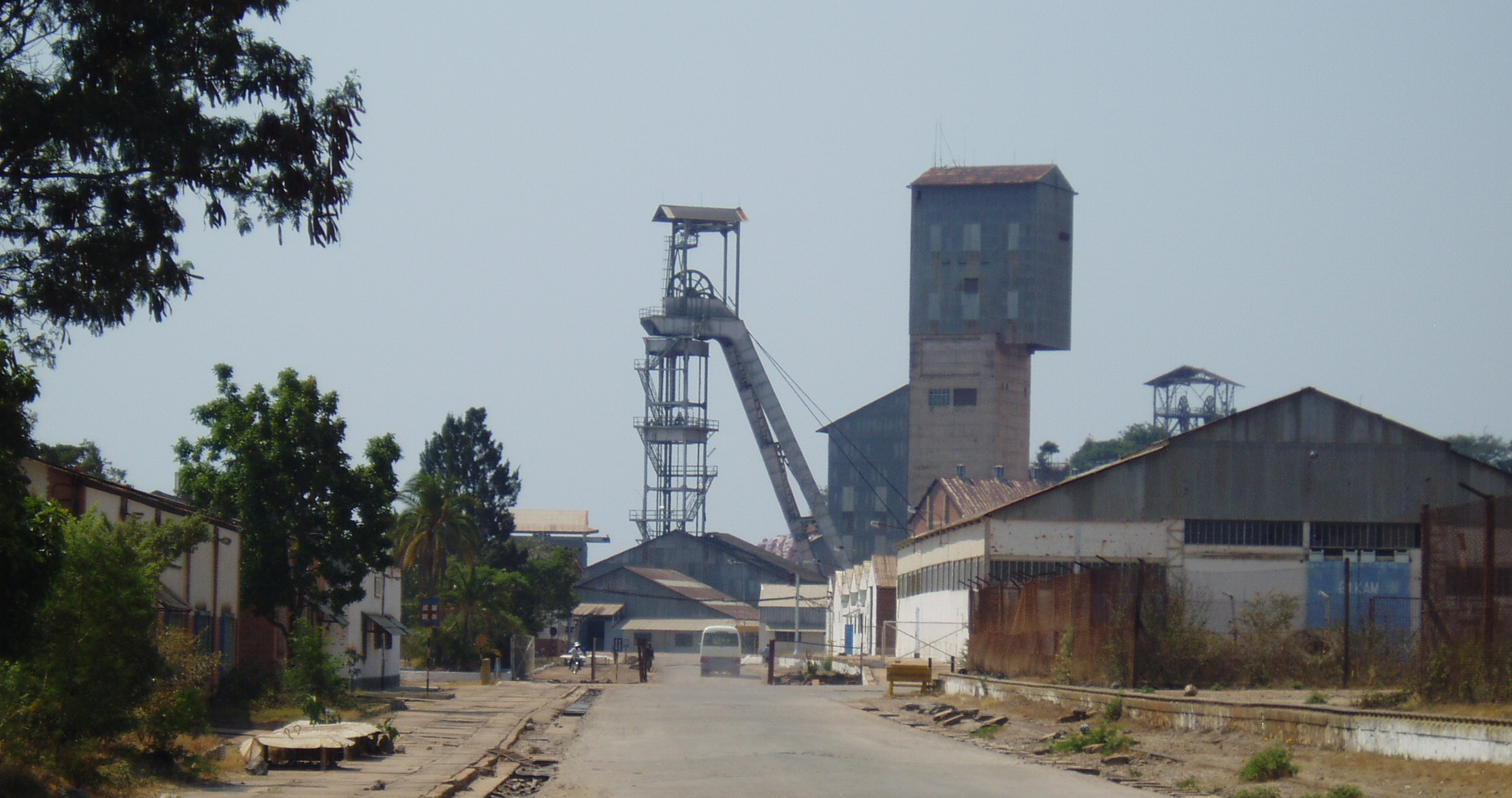
Die Kamoto Mine im Bergbaudistrikt Kolwezi, Haut-Katanga, DR Kongo

Sphärocobaltit bildet sich in der Oxidationszone von hydrothermalen, Cobalterze führenden Lagerstätten als seltenes Oxidationsprodukt von Cobalt-Arseniden. Sphärocobaltit selbst kann sich hier zu Heterogenit, Co3+O(OH), umwandeln – ein Mineral, welches früher unter dem Namen „Stainierit“ bekannt war. Die weltweit besten Sphärocobaltit-Kristalle stammen aus der „Mashamba West Mine“ in der Demokratischen Republik Kongo. Aufgrund seiner Färbung wird Sphärocobaltit häufig mit cobalthaltigem Calcit oder cobalthaltigem Dolomit verwechselt.
Begleitminerale sind unter anderen Roselith, Erythrin und Annabergit (Schneeberg, Sachsen, Deutschland) sowie cobalthaltiger Calcit und cobalthaltiger Dolomit (Lagerstätten in der DR Kongo). Weitere Parageneseminerale können Dolomit, Quarz (auch als Bergkristall), Paratacamit, Cobaltlotharmeyerit, Vertreter der Roselith-Wendwilsonit-Mischkristallreihe, Hämatit, Heterogenit und Cobaltaustinit sowie Lavendulan sein.
Als selten vorkommende Mineralbildung konnte Sphärocobaltit nur an wenigen Orten nachgewiesen werden, wobei weltweit bisher rund 70 Vorkommen dokumentiert sind (Stand 2024). Die Typlokalität des Sphärocobaltits ist der Erzgang „Adam Heber Flacher“ der „Daniel Fundgrube“ unweit der ehemals selbständigen, heute in Schneeberg eingemeindeten Bergstadt Neustädtel im Erzgebirgskreis, westliches Erzgebirge, Sachsen, Deutschland. Diese Grube ist ferner auch Typlokalität für Erythrin (1719), Koechlinit (1916), Köttigit (1849) und Safflorit (1817).
Andere Fundpunkte für Sphärocobaltit in Deutschland sind die ebenfalls bei Neustädtel/Schneeberg liegende „Siebenschlehen Fundgrube“ („Schacht 10“); die Grube „Vater Abraham“ („Schacht 139“ bzw. „Schacht 152“) bei Lauta im Revier Marienberg, sächsisches Erzgebirge, und die Grube „Eisenzecher Zug“ bei Eiserfeld unweit Siegen, Siegerland, Nordrhein-Westfalen.
In der Schweiz kennt man das Mineral aus dem Turtmanntal, einem Seitental des Rhonetals im Kanton Wallis. Fundorte aus Österreich sind unbekannt.

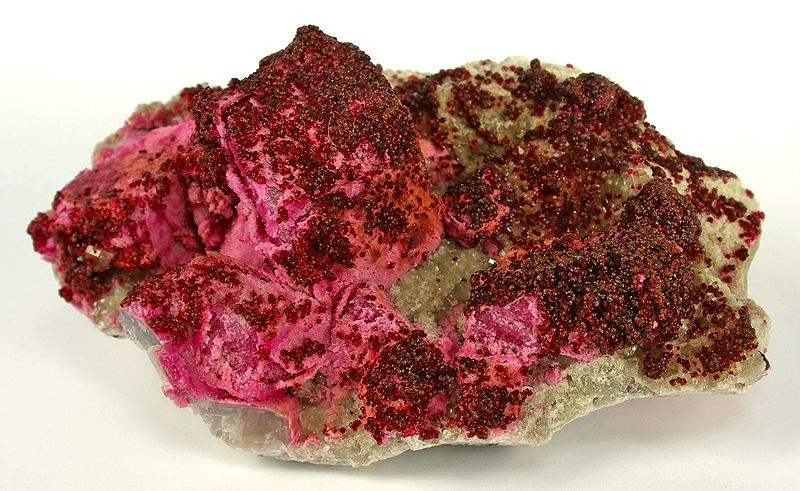
Dunkel kastanienbrauner Sphärocobaltit-Kristalle auf hellrosa Calcit aus der „Mashamba West Mine“ bei Kolwezi, Katanga Copper Crescent, Haut-Katanga, DR Kongo. Stufengröße: 8,9 × 5,6 × 3,8 cm.

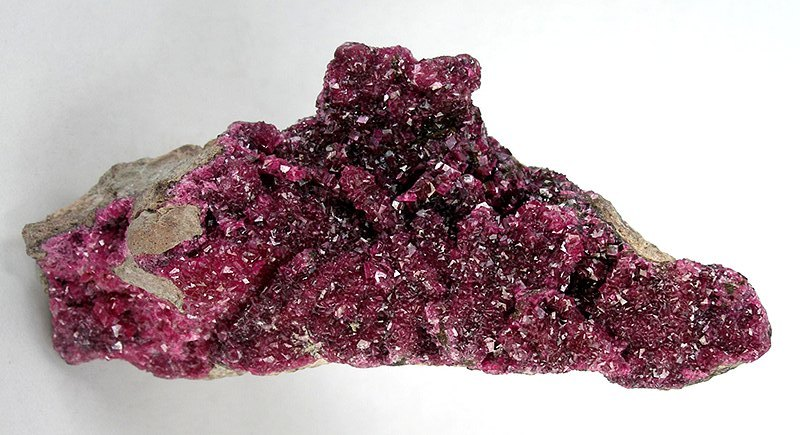
Dunkel magenta gefärbte Sphärocobaltit-Kristalle bis 0,5 cm Größe aus Kolwezi, Haut-Katanga, DR Kongo. Stufengröße: 11,5 × 6,0 × 4,5 cm.

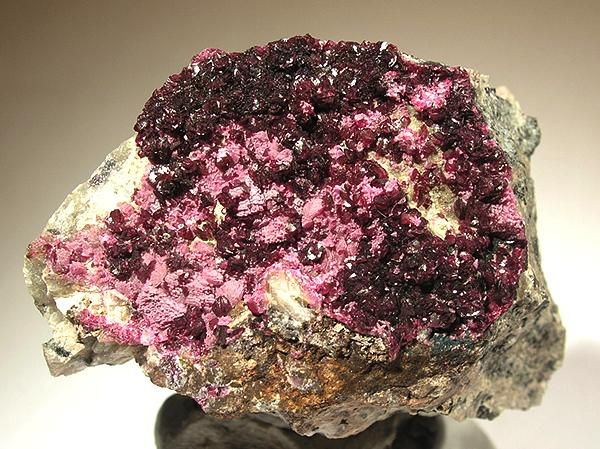
Isolierte, mehrere Millimeter große Sphärocobaltit-Kristalle mit lavendelfarbigem Erythrin aus der „Kakanda North Mine“ bei Kambove, Haut-Katanga, DR Kongo. Stufengröße: 6,0 × 4,0 × 4,4 cm.

Zu den weiteren Fundorten für dieses Mineral zählen:
Europa
- die „Kamariza“-Gruben (neugriechisch Αγ. Κωνσταντίνος (Καμάριζα)) westlich Lavrion und unweit des Dorfes Agios Konstantinos (Kamariza) bei Plaka, Bergbaudistrikt Lavrion, Region Attika, Griechenland

- „Perboni Q. 770“, „Miniera di Fe e Cu di Corchia“, Berceto, Provinz Parma, Region Emilia-Romagna, Italien
- die „Miniera di Monte Ramazzo“ bei Borzoli unweit Ceranesi und die „Miniera di Libiola“ unweit Casarza Ligure bei Sestri Levante, beide in der Metropolitanstadt Genua, Region Ligurien, Italien
- Zuccarello (Rian Gianco) im Tal des Neva bei Castelvecchio di Rocca Barbena, Provinz Savona, Ligurien, Italien
- die „Miniera di Sa Menga“, Fluminimaggiore, Provinz Sud Sardegna, Sardinien, Italien
- der „Nuraxi De Togoro Prospect“ und die Miniera di S’Acqua is Prunas bei Gonnosfanadiga, Provinz Sud Sardegna, Sardinien, Italien

- das Gangsystem „Zemberg-Terézia“ im Bergbaubezirk Dobšiná bei Dobšiná im Slowakischen Erzgebirge, Okres Rožňava, Košický kraj, Slowakei
- die zu den „Cerro Minado Minas“ gehörende „La Cena del Depósito concession“ bei Cuesta Alta unweit Huércal-Overa, Provinz Almería, Region Andalusien, Spanien
- die Mina Espuela de San Miguel bei Villanueva de Córdoba, Provinz Córdoba, Andalusien, Spanien

Afrika
- die „Aghbar Mine“ und der Tagebau „Aghbar“ bei Aghbar; der „Agoudal Centre Quarry“ und die „Agoudal Mines“ bei Agoudal; der Gang „Vein No. 51“ bei Aït Ahmane; der Gang „Vein No. 2“ der „Bou-Azzer-Mine“ sowie die „Oumlil Mine“ (incl. Oumlil East Mine) bei Oumlil, alle im Bou Azzer District, Taznakht, Provinz Ouarzazate, Region Drâa-Tafilalet, Marokko[11][27][12]

- die sämtlich im Kambove-Distrikt, Haut-Katanga, DR Kongo, liegenden Gruben „Kambove Principal Mine“, „Kamoya South II Mine“ (oder „Kamoya Sud Mine“) bei Kamoya, „Mindingi Mine“ (Mindigi Mine) sowie die Shinkolobwe Mine (Kasolo Mine) bei Likasi[31]
- die „L’Etoile du Congo Mine“ (bzw. „Star of the Congo Mine“ oder „Kalukuluku Mine“) und die „Ruashi Mine“ bei Lubumbashi, Haut-Katanga, DR Kongo[31]
- die zur Lagerstätte Kakanda gehörende „Kakanda North Mine“ im Kambove-Distrikt, Provinz Lualaba, DR Kongo[31] (sehr große Kristalle[6])
- zum Bergbaubezirk Kolwezi, Lualaba, DR Kongo, gehören die Grube „Kabolela Mine“, die Lagerstätte „Kalongwe“, die „Kamoto Principal Mine“ („Kamoto Fond Mine“ oder „Kamoto Mine“) bei Kamoto, die Cu-Co-Lagerstätte „Kansuki“ bei Kisamfu, die „Kolwezi Mine“ und die „Musonoi Mine“ („Musonoi Extension Mine“) bei Kolwezi, die „Mashamba West Mine“, die „Mupine Mine“ sowie das Gebiet „Tenke-Fungurume“ mit den Gruben „Kansalawile“ und „Mambilima“[31]

- die „Konkola“ Mine bei Chililabombwe, Provinz Copperbelt, Sambia

Asien
- das Bergwerk Kendekeke (Kendekok) in den Qimantage-Bergen (Westteil der östlichen Kunlunkette), kreisfreie Stadt Golmud, Autonomer Bezirk Haixi, Provinz Qinghai, Volksrepublik China
- das Silberbergwerk „Ikuno“, Gemeinde Ikuno-cho-ono von Asago, Präfektur Hyōgo, Honshū, Japan

Australien
- die „Reward Mine“ (Reward lead; Hanlon’s Reward) bei Jervois Station in der Jervois Range, Central Desert Region, Northern Territory
- die „Success Mine“ bei Kuridala und die 140 km südlich von Cloncurry liegende „Mount Cobalt Mine“ im Selwyn District, beide im Cloncurry Shire, Queensland
- die „O’Donoghue’s Castle Mine“ im Vulkathunha-Gammon-Ranges-Nationalpark, nördlicher Teil der Flinderskette, South Australia

Nord- und Südamerika
- die „O’Brien Mine“ bei Coleman Township unweit Cobalt, Cobalt Area, Region Cobalt-Gowganda, Timiskaming District, Ontario, Kanada
- der Steinbruch des Poudrette Quarry (auch Demix Quarry, Uni-Mix Quarry, Desourdy Quarry und Carrière Mont Saint-Hilaire) am Mont Saint-Hilaire, regionale Grafschaftsgemeinde La Vallée-du-Richelieu, Montérégie, Québec, Kanada

- Cameron im gleichnamigen Bergbaubezirk, Coconino County, Arizona, Vereinigte Staaten (USA)
- die „Lucky Strike No. 2 Mine“ im San Rafael District (San Rafael Swell), Emery County, Utah, USA

- die „Miniera Veta Negra“ bei Tierra Amarilla im Bezirk Pampa Larga, Provinz Copiapó, Región de Atacama, Chile

## Vorsichtsmaßnahmen
Das synthetische Cobalt(II)-carbonat wurde als krebserzeugend eingestuft. Nach dem vorliegenden Informationsmaterial muss ein Risiko reproduktionstoxischer Wirkung (fruchtbarkeitsgefährdend oder/und fruchtschädigend) vermutet werden.

## Verwendung
Mit einem CoO-Gehalt von circa 40 Gew.-% wäre Sphärocobaltit ein reiches und leicht verhüttbares Cobalt-Erz. Aufgrund seiner Seltenheit dürfte das Mineral aber höchstens als Oxidationsprodukt von primären Cobalterzmineralen wie Safflorit, Skutterudit, Cobaltit, Linneit oder Carrollit in die Verhüttung gelangen (z. B. im Copperbelt in Sambia, im Bergbaubezirk Kolwezi in der DR Kongo, sowie in Bou Azzer in Marokko). Industriell erzeugtes Cobalt(II)-carbonat wird als Futtermitteladditiv für Wiederkäuer, die Cobalt zur Bildung von Vitamin B12 benötigen, verwendet. Ferner wird Cobalt(II)-carbonat für Katalysatoren und Pigmente benötigt und bildet den blauen Farbstoff in bestimmten Keramikglasuren.
Aufgrund seiner fehlenden gemmologischen Charakteristika (Transparenz, Brechungsindizes, Härte und Größe der Kristalle), insbesondere aufgrund der geringen Härte, wird Sphärocobaltit nur selten verschliffen. Lediglich die lebhafte Farbe führt dazu, dass Sphärocobaltit gelegentlich facettiert oder zu Cabochons verarbeitet wird. Solche Steine sind aber reine Liebhaberstücke. Bilder verschliffener Sphärocobaltite sind bei RealGems.org, bei Classicgems.net und bei patrickvoillot.com zu sehen. Darüber hinaus ist Sphärocobaltit ein bei Mineralsammlern begehrtes Mineral.